# Barrage de Büyükorhan
Le barrage de Büyükorhan est un barrage dans la province de Bursa en Turquie. La rivière Cuma (Cuma Deresi) est un affluent de la rivière d'Orhaneli (Orhaneli Çayı).

## Sources
- (en) « Büyükorhan Dam », sur Agence gouvernementale turque des travaux hydrauliques (DSİ)